# Синтенис, Карл Фридрих Фердинанд
Карл Фридрих Фердинанд Синтенис (нем. Carl Friedrich Ferdinand Sintenis; 25 июня 1804 — 2 августа 1868) — немецкий юрист.
Профессор в Гиссенском университете, затем президент верховного суда и министр в герцогстве Ангальт. Предпринял в 1829, вместе с другими юристами, первый немецкий перевод «Corpus juris civilis» (1830—1834), к которому скоро примкнули переводы «Corpus juris canonici», в извлечении (1834—1839), и «Handbuch des gemeinen Pfandrechts» (1836). Главное сочинение Синтениса: «Das praktische gemeine Zivilrecht» (1844—1851, 3 изд. 1868—1869).